# День вьетнамской семьи
День вьетнамской семьи  (вьет. Ngày gia đình Việt Nam) — ежегодный праздник, отмечаемый с 2001 года во Вьетнаме.

## История
В большинстве стран мира принято отмечать праздники, посвященные семье и родителям, и Вьетнам не стал исключением.
В 2001 году решением премьер-министра был установлен День вьетнамской семьи, который с тех пор отмечается ежегодно 28 июня. Несмотря на то, что этот новый вьетнамский праздник не является государственным, а следовательно и не представляет собой выходной день, празднество разворачивается довольно масштабное.

## Значение
Основная цель праздника направлена на то, чтобы подчеркнуть всю важность семьи в жизни каждого отдельно взятого человека, ведь именно семейные ценности, которые прививают нам с детства родители формируют характер и влияют на всю дальнейшую жизнь.

## Проведение
По всему Вьетнаму в этот день проводятся разнообразные культурные мероприятия. Так, к примеру, в столице страны, Ханое, при поддержке Министерства культуры, спорта и туризма, Народного комитета Ханоя и Ассоциации пожилых людей Вьетнама, проходит фестиваль. Широкомасштабное празднество включает в себя спортивные состязания, выставки фотографии и многое другое.
Также, 28 июня 2010 года в Бьенхоа, что принадлежит провинции Донгнай, прошел первый фестиваль семейной культуры. около пятидесяти образцовых семей приняло участие в мероприятии, в ходе которого они делились собственным опытом ведения семейных дел.